# أليكس جيورجي
أليكس جيورجي (بالإيطالية: Alex Giorgi)‏ هو متزحلق جبال الألب إيطالي، ولد في 9 ديسمبر 1957 في بريكسن في إيطاليا.

## وصلات خارجية
- أليكس جيورجي على موقع الاتحاد الدولي للتزلج (التزلج على المنحدرات الثلجية) (الإنجليزية)
- أليكس جيورجي على موقع أوليمبيديا (الإنجليزية)